# Damar (Kansas)
Damar – miasto w Stanach Zjednoczonych, w stanie Kansas, w hrabstwie Rooks.